# 1,3-dichlorpropan
1,3-Dichlorpropan je organická sloučenina se vzorcem ClCH2CH2CH2Cl. Vyskytuje se jako nečistota ve fumigačních přípravcích obsahujících 1,3-dichlorpropen. Akutní toxicita této látky je nízká.